# Edgardo Mocca
Edgardo Aldo Mocca (Haedo, 2 de junio de 1952) es un politólogo, periodista y académico argentino. Actualmente escribe semanalmente para El Destape, sitio en el que usualmente interviene sobre la discusión de la coyuntura política argentina, de América Latina y el mundo.

## Datos biográficos
Obtuvo su título de licenciado en Ciencia Política
en la Facultad de Ciencias Sociales de la UBA (Universidad de Buenos Aires).
Es profesor de Ciencia Política de esa institución.
Fue asesor de la Subsecretaría de Integración Económica del Ministerio de Relaciones Exteriores de Argentina.
Coordinó la Red de Pensamiento Social sobre los Procesos de Integración, en la que participan destacados intelectuales de la región.
Como investigador ha participado en el proyecto «Ciudadanía, elecciones y democracia» en el Instituto Gino Germani.
Dio cursos en
la Universidad de Salamanca,
la Universidad de Baleares,
la Escuela de Estudios Iberoamericanos de Sevilla y
la Escuela de Gobierno de la provincia de Chaco.
Dictó conferencias en diversas instituciones de
la ciudad de Buenos Aires,
Rosario,
Santa Fe,
Neuquén,
San Luis,
provincia de Buenos Aires y de Chaco.

## Periodista
Entre 2003 y 2007 fue columnista regular del diario Clarín (de Buenos Aires).
Es columnista regular de la revista Debate y de Página/12.
Dirige la revista Umbrales de América del Sur, una publicación que reúne posiciones del espacio popular-progresista, y que es editada por el CEPES (Centro de Estudios Políticos, Económicos y Sociales).
Entre 2006 y 2012 escribió más de cincuenta artículos en la revista Observatorio Sur de Proyectamérica (Chile).
Desde el 16 de enero de 2012 y hasta el 23 de diciembre de 2015 fue panelista del programa periodístico de televisión 6, 7, 8
donde trabajó con los periodistas
Carlos Barragán,
Cynthia García,
Mariana Moyano,
Dante Palma,
Sandra Russo y
Nora Veiras, entre otros.

Edgardo Mocca: En 6, 7, 8 hay una actitud de defensa publicitaria del Gobierno, no voy a decir que no hay un recorte ni un sesgo en lo que hace este programa porque no sería justo ni cierto. Una cosa es lo que yo hago en Página 12 o en la revista Debate y otra distinta es lo que hago en 6, 7, 8 ―que está pensado para desanudar la red de protección mediática de los principales grupos empresarios― para mostrar el contraste de lo que dicen los grandes medios de comunicación en Argentina ―que abarcan un 90% de la prensa escrita, radial y televisiva― y confrontarlo con la realidad. La misión de 6, 7, 8 es esa. Ahora, así y todo, cuando estuvo [Amado] Boudou, la primera pregunta que se le hizo ―y que consta que él no sabía que se le iba a hacer―, fue qué pasó con Ciccone [Calcográfica]. Cuando estuvo la gobernadora de Catamarca se le preguntó con mucho espíritu crítico y fundamento sobre los temas ambientales de la minería. Y yo no veo que [Alfredo] Leuco, [Fernando] Bravo o [Nelson] Castro le pregunten jamás a [Mauricio] Macri sobre el procesamiento de Durán Barba.

Periodista: ¿Hay diferencias dentro del panel de 6, 7, 8 sobre cómo tratar ciertos temas?

Edgardo Mocca: Sí, y se dan dentro, fuera, antes y después del programa, y combinan con una excelente amistad y relación profesional. Orlando Barone, por ejemplo, piensa que no hay que a ir a discusiones que proponen otros programas o canales. Y yo, en cambio, me siento feliz discutiendo con gente que piensa distinto. He ido muchas veces a programas de [el canal] TN y sé que el clima que se crea ahí no es favorable a mis opiniones, pero yo voy y juego. Barone piensa que ir es legitimar el espacio de ese monopolio; él tiene todo el derecho de pensarlo y hasta por ahí tiene parte de razón, pero mi posición es otra.
Edgardo Mocca (entrevista en 2012)

Desde el año 2019 forma parte de "El Destape", publicando semanalmente artículos vinculados al análisis de la coyuntura política argentina, como así también en su faceta regional y mundial.

## Libros
Edgardo Mocca es coautor de varios libros:
- 2002: Juan Carlos Portantiero (coordinador), Gerardo Adrogué, Edgardo Mocca, Agustina Grigera, Ana M. Mustapic y Osvaldo Pedroso: Desafíos de la política, Informe sobre democracia en la Argentina. Buenos Aires: Ediciones del PNUD (Programa de las Naciones Unidas para el Desarrollo), 2002.
- 2002: Edgardo Mocca: «Defensa de la política (en tiempos de crisis)», en Marcos Novaro (compilador): El derrumbe político. Buenos Aires: Norma, 2002.
- 2002: A. Bonvecchi, H. Charosky, Edgardo Mocca, M. Novaro, y V. Palermo: «Los problemas de la Argentina posmenemista», en Marcos Novaro (compilador): El derrumbe político. Buenos Aires: Norma, 2002.[11]
- 2004: Edgardo Mocca: «Los partidos políticos entre el derrumbe y la oportunidad»,[11] en Isidoro Cheresky y Jean-Michel Blanquer (compiladores): ¿Qué cambió en la política argentina? (324 págs). Buenos Aires: Homo Sapiens, 2004. ISBN 9508084057.
- 2002: Edgardo Mocca: «La antipolítica favorece soluciones autoritarias», 2002.[11]
- 2006: Edgardo Mocca: «El incierto futuro de los partidos políticos argentinos», en Estudios Sociales, n.º 29.[11]
- 2008: Juan Carlos Portantiero (coordinador), Gerardo Adrogué, Edgardo Mocca, Ana María Mustapic y Osvaldo Pedroso: La democracia y los argentinos. Aporte para el desarrollo humano de la Argentina 2008. Buenos Aires: Ediciones del PNUD, 2008.[12]
- 2018: "El Antagonismo Argentino" Problema insoluble y causa de la crisis del gobierno de Mauricio Macri. Editorial Colihue, Buenos Aires.